# Communauté de communes Sud Bouriane
La Communauté de communes Sud Bouriane est une ancienne communauté de communes française, située dans le département du Lot et la région Midi-Pyrénées.

## Histoire
La Communauté de communes Sud-Bouriane a regroupé du 26 décembre 1995 au 31 décembre 2012 les neuf communes du canton de Cazals. Elle s'était substituée à d'autres syndicats intercommunaux préexistants : SIVOM du canton de Cazals, Syndicat intercommunal pour l'assainissement de la vallée de la Masse et Syndicat Mixte de la Bouriane.
La Communauté de communes Sud-Bouriane a été dirigée de 1996 à 2008 par Jean Milhau, maire honoraire de Cazals, ancien Sénateur du Lot et ancien président du Conseil Général du Lot de 1994 à 2004.
M. André BARGUES, maire de Marminiac et conseiller général de Cazals lui a succédé de mars 2008 à décembre 2012.
La fusion avec la communauté voisine du Pays de Salviac réalisée au 31 décembre 2012 a donné naissance à la Communauté de communes Cazals-Salviac.

## Réalisations
Résidences pour artistes des Arques http://www.ateliersdesarques.com (2001),
Musée-atelier de vieilles mécaniques à Cazals http://www.vieillesmecaniques.com (2003),
Groupe scolaire de Cazals (2006),
Bâtiment périscolaire de Cazals (crèche / centre de loisirs / bibliothèque / espace multimédia) (2003),
Cinéma de verdure de Gindou http://www.gindoucinema.org ,(2007)
Aménagement de 200 km de sentiers de randonnée (2004),
Réseau de chaleur bois-énergie à Cazals (2004),
Construction d'un commerce multi-services à Frayssinet-le-Gélat (2008),
Aménagement d'une bibliothèque / espace multimédia à Frayssinet-le-Gélat (2008)
Aménagement de locaux pour l'école de musique à Marminiac (2008).
Construction de la maison médicale de Cazals (2009)
Aménagement d'un atelier de création pour spectacles vivants à Marminiac (2010),
Extension de la médiathèque de Cazals (2011)
Réhabilitation d'un immeuble sur la place centrale de Cazals en vue d'y aménager des commerces et des logements (2012)

## Opérations en cours
Fusion avec la communauté de communes voisine du Pays de Salviac au 31/12/2012.

## Composition
Elle regroupait 2670 habitants (2008) sur 9 communes :
- Cazals
- Frayssinet-le-Gélat
- Gindou
- Goujounac
- Les Arques
- Marminiac
- Montcléra
- Pomarède
- Saint-Caprais